# Trevi nel Lazio
Trevi nel Lazio är en ort och kommun i provinsen Frosinone i regionen Lazio i Italien. Kommunen hade 1 809 invånare (2018).